# Claudio Ariel Rojas (futbolista argentino)
Claudio Ariel Rojas (nacido el 9 de septiembre de 1980 en Quitilipi, Chaco, Argentina) es un exfutbolista argentino. Jugaba de delantero y su primer club fue Almirante Brown de Arrecifes. 

## Carrera
Comenzó su carrera en 2000 jugando para Almirante Brown de Arrecifes. Jugó para el club hasta 2001. Ese mismo año se trasladó a Emiratos Árabes Unidos para unirse al Al Wasl. En 2002 regresó a la Argentina, en donde formó parte de Deportivo Paraguayo. En 2003 partió con rumbo hacia Suiza para formar parte del plantel de Delémont. En 2004, en su regreso a la Argentina nuevamente, formó parte del equipo Sacachispas. Ese año se trasladó al Sportivo Dock Sud, en donde juega hasta 2005. En 2006 se trasladó a Bolivia para formar parte del Aurora de ese país. Ese año regresó a la Argentina para formar parte del plantel de otro equipo argentino, el Colegiales. En 2007 se confirmó su regreso al Sacachispas. Ese año se trasladó a Hungría para formar parte de las filas del Nyíregyháza, en donde jugó hasta 2008. En ese año regresó nuevamente a la Argentina, para unirse por tercera vez a la formación del Sacachispas. En 2009 se fue a Ecuador para formar parte del equipo Técnico Universitario. En 2010 se fue a Puerto Rico, en donde formó parte de las filas del River Plate. Ese año regresó nuevamente a la Argentina, en donde formó parte del Juventud Unida de Gualeguaychú, en 2011 retorno a ecuador y formó parte del plantel de River Plate de ecuador en segunda división donde salió goleador y subcampeón 
2012 emprende su regreso a su país natal y fue contratado para jugar en un equipo de liga del sur de buenos aire donde aun sigue formando parte dicho equipo

## Clubes
| Club                           | País                   | Año       |
| ------------------------------ | ---------------------- | --------- |
| Almirante Brown de Arrecifes   | Argentina              | 2000-2001 |
| Al Wasl                        | Emiratos Árabes Unidos | 2001      |
| Deportivo Paraguayo            | Argentina              | 2002      |
| Delémont                       | Suiza                  | 2003      |
| Sacachispas                    | Argentina              | 2004      |
| Dock Sud                       | Argentina              | 2004-2005 |
| Aurora                         | Bolivia                | 2006      |
| Colegiales                     | Argentina              | 2006      |
| Sacachispas                    | Argentina              | 2007      |
| Nyíregyháza                    | Hungría                | 2007-2008 |
| Sacachispas                    | Argentina              | 2008      |
| CT Universitario               | Ecuador                | 2009      |
| River Plate Puerto Rico        | Puerto Rico            | 2010      |
| Juventud Unida de Gualeguaychú | Argentina              | 2010-2011 |